# Pax romana (1511)

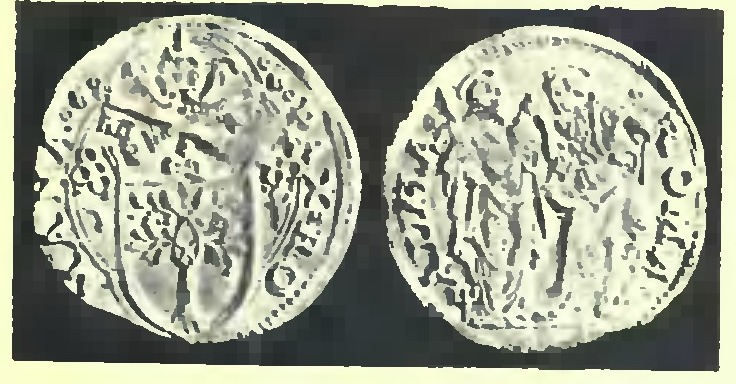
Medaglia commemorativa della Pax romana

La Pax romana del 1511 fu un patto e giuramento di concordia avvenuto a Roma nel palazzo dei Conservatori nei giorni 25-28 agosto del 1511, tra baroni, nobiltà cittadina, popolo romano e curia pontificia.

## Storia
Diversi sono gli autori che narrano la vicenda della Pax romana avvenuta agli inizi del XVI secolo a Roma durante la malattia e la presunta morte di papa Giulio II.
Come descritto nei Li Nuptiali di Marco Antonio Altieri, che tenne il sermone in occasione della pacificazione, e come nelle parole dello stesso occorreva un "esame di coscienza della classe dirigente romana, un tentativo di rintracciare i motivi della « triste condizione dei Romani », e « liberare questo infelice popolo e disgratiato di tanta miseria, et ancora ricrearlo di speranza e di conforto»" a causa dei provvedimenti assunti dai pontefici che intendevano contenere da una parte il disordine civile causato dalla prepotenza dei baroni romani e dall'altra le prerogative civiche della Camera Capitolina, che era stata privata della riscossione di dazi e altre entrate. A ciò si aggiungeva l’insofferenza verso il continuo afflusso di persone e del personale di curia al seguito dei pontefici che si riteneva minassero la cultura e le secolari tradizioni dell’Urbe. Nello stesso tempo le tensioni dovute ai preparativi del Concilio di Pisa su iniziativa dei cardinali scismatici in risposta alla convocazione nel luglio dello stesso anno del V Concilio ecumenico Lateranense, non facevano che ripercuotersi su una città già provata dal concatenarsi di queste tensioni dovute in quei giorni anche ai consueti tumulti per la prevista morte del pontefice, agitati soprattutto da Pompeo Colonna e dalle sue milizie. In questo quadro le principali famiglie baronali, prime tra esse le famiglie Colonna e Orsini, rappresentanti in Roma rispettivamente degli interessi di Spagna e Francia, già indebolite dalle turbolenze del passato XV secolo e particolarmente del pontificato di papa Alessandro VI e che temevano una ulteriore “diluizione” della loro influenza sulla curia, rivendicavano come loro diritto una presenza in seno al Collegio cardinalizio, come garanzia del mantenimento dell’ordine nella città e delle prerogative del comune e i gentiluomini romani al seguito di queste assecondavano tali aspirazioni, a tutela della propria condizione e di quella del comune e del popolo romano. Fu così che proprio nei giorni in cui circolava la notizia della probabile morte di Giulio II, si celebrarono diversi consigli rionali che si conclusero nel palazzo dei Conservatori in Campidoglio il 28 agosto 1511 con il patto e giuramento di perpetua concordia tra le famiglie Colonna, Orsini, Savelli, Conti, Anguillara e Cesarini, alla presenza dei conservatori Gaspare de' Sanguigni, Giulio degli Alberteschi e Gabriele de' Valentini, dei Caporioni, degli ufficiali, del patriziato romano, definito da Paolo Giovio “nobiltà della seconda squadra” e dei rappresentanti deputati dal popolo romano.
La Pax, formalmente stipulata con l’auspicio del rappacificamento col pontefice, era pertanto in realtà un documento che rappresentava la costituzione di un compatto nucleo di rappresentanti dell’Urbe in contrapposizione alla curia pontificia e agli interessi che essa rappresentava.
Al ristabilimento delle condizioni di salute di Giulio II seguirono provvedimenti che da un lato in parte accoglievano le istanze municipali e dall’altro penalizzavano ancor più le famiglie baronali, che vennero sollecitate ad uscire dalla città con le loro milizie e loro aderenti, preludio alla loro progressiva perdita di potere nella città, a vantaggio del patriziato romano cittadino. In tale occasione, a celebrazione dell’evento, vennero coniate diverse monete e medaglie riportanti oltre alla dicitura “Pax romana”, o i santi Pietro e Paolo o l’effigie del papa o lo stemma Della Rovere.